# Jaroslav Matějka (herec)
Jaroslav Matějka (* 23. září 1978 Plzeň) je český herec. Je členem činoherního souboru Městského divadla Brno. Účinkuje též v Buranteatru. Vystudoval peněžní služby a poštovnictví na střední škole SŠINFIS (Střední škola informatiky a finančnictví) v Plzni a v roce 2008 činoherní herectví na Divadelní fakultě Janáčkovy akademie múzických umění v Brně.
V letech 2017–2023 hrál v seriálu Ordinace v růžové zahradě 2.

## Role vMěstském divadle Brno
- Kurt a dalších pět Petrucciových sluhů – Zkrocení zlé ženy
- Jonathan Brewster – Jezinky a bezinky
- Kyle – Měsíční kámen
- Cafourek – Škola základ života
- Stefano – Benátský kupec
- Markýz – Jakub a jeho pán
- Teddy Slaughterb – Donaha!
- Karel IV. – Noc na Karlštejně